# Česká společnost pro neurovědy
Česká společnost pro neurovědy je odbornou vědeckou společností, která se zabývá podporou rozvoje výzkumu v oblasti neurověd.  Společnost je členem Federace evropských neurovědních společností (FENS), International Brain Research Organization a je součástí České lékařské společnosti Jana Evangelisty Purkyně.  
Česká společnost pro neurovědy pořádá každoroční vědecké konference. Předsedou je neurolog Josef Syka, místopředsedou neurochirurg Eduard Zvěřina. Sídlem společnosti je Vídeňská 1083, 142 20 Praha 4.